# Joan D. Vinge

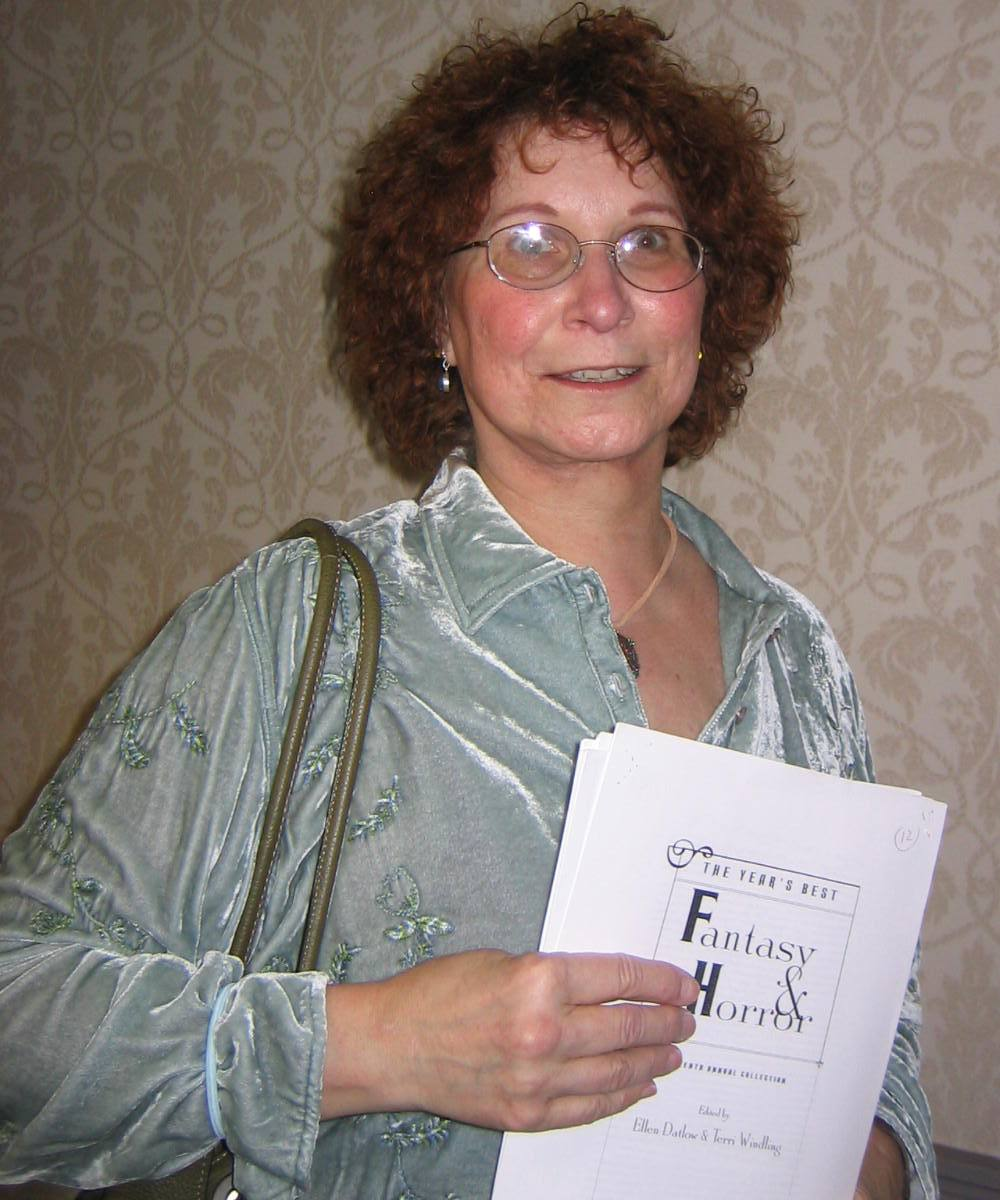
Joan D. Vinge

Joan D. Vinge (geboren in 1948 in Baltimore, Maryland als Joan Carol Dennison) is een Amerikaanse sciencefictionschrijfster. Joan D. Vinge is vooral bekend vanwege haar met een Hugo Award bekroonde roman The Snow Queen en de daaropvolgende delen, evenals een serie over een telepaat genaamd Cat.
Vinge heeft antropologie gestudeerd aan de San Diego State University. Ze was eerst getrouwd met de bekende sciencefiction-schrijver Vernor Vinge en later met SF-redacteur James Frenkel, met wie ze twee kinderen heeft. Ze heeft ook meerdere keren lesgegeven aan de Clarion Workshop. Naast het schrijven, maakt en verkoopt Vinge ook poppen.
Verschillende van haar verhalen hebben belangrijke prijzen gewonnen. Naast de Hugo Award voor beste roman in 1981 voor The Snow Queen, ontving Eyes of Amber in 1977 een Hugo Award voor beste novelette. Ze is ook meerdere keren genomineerd geweest voor Hugo- en Nebula Awards. Haar Return of the Jedi Storybook was een bestseller.

## Romans
Snow Queen Cycle
- The Snow Queen (1980)
- World's End (1984)
- The Summer Queen (1991)
- Tangled Up in Blue (2000)

Cat Cycle
- Psion (1982)
- Catspaw (1988)
- Dreamfall (1996)

Heaven Chronicles
- The Outcasts of Heaven Belt (1978)
- Legacy (1980)

## Collecties
- Eyes of amber (1979); in het Nederlands: Ogen van amber, Amsterdam, Elsevier, 1980 ISBN 90-10-03342-2
- Phoenix in the Ashes (1985)

- Biblioteca Nacional de España: XX959849
- Bibliothèque nationale de France: cb119284876 (data)
- Gemeinsame Normdatei: 120513056
- International Standard Name Identifier: 0000 0001 1129 9165
- Library of Congress Control Number: n79100334
- Nationale Bibliotheek van Tsjechië: xx0000196
- Nationale Bibliotheek van Israël: 987007297938505171
- Nationale Bibliotheek van Polen: a0000001041954
- Nederlandse Thesaurus van Auteursnamen: 074811835
- Istituto Centrale per il Catalogo Unico: RAVV059358
- SNAC: w6bw0v98
- Système universitaire de documentation: 027187500
- Virtual International Authority File: 29541876
- WorldCat: E39PBJrwRykVXRTkjkxGPdyKh3